# 목천향교
목천향교(木川鄕校)는 대한민국 충청남도 천안시 목천읍에 있는 조선시대의 향교이다. 1997년 12월 23일 대한민국의 충청남도의 기념물 제108호로 지정되었다.

## 개요
향교는 공자와 성현께 제사를 지내고, 지방민의 교육과 교화를 위해 나라에서 세운 교육기관이다.
목천향교는 조선 전기에 세운 것으로 보이며, 임진왜란 때 불타 없어졌다. 전란 후에 다시 세운 후 여러 차례에 걸쳐 수리하였으며, 목천현지에 참봉 한혁이 지금의 자리로 옮겼다.
지금 남아 있는 건물은 제사지내는 공간인 3칸의 대성전과 각각 3칸의 동무·서무, 교육 기능을 수행하는 강당인 5칸의 명륜당, 학생들의 기숙사인 각각 3칸인 동재·서재, 2칸 내삼문 등이다.
대성전에는 공자를 비롯하여 중국과 우리나라의 성현들의 위패를 모시고 있다.
조선시대에는 나라에서 토지와 노비·책 등을 지원받아 학생들을 가르쳤으나, 지금은 교육 기능은 없어지고 제사 기능만 남아 있다.

## 같이 보기
- 향교

## 참고 문헌
- 《문화유적총람》상, 문화재관리국, 1977
- 《충남지역의 문화유적》7집, 백제문화개발연구원, 1993년
- 《천안시지》, 천안시, 1997년
- 《충남의 향교》, 충청남도, 1999년
- 《충청남도지정문화재해설집》, 충청남도, 2001년

## 참고 자료
- 목천향교 - 국가유산청 국가유산포털